# Araguira gris
Coryphospingus pileatus
Espèce
Statut de conservation UICN

 LC  : Préoccupation mineure
L'Araguira gris (Coryphospingus pileatus) est une espèce d'oiseaux de la famille des Thraupidae.

## Répartition
Cette espèce vit au Brésil, en Colombie, en Guyane (accidentel) et au Venezuela.